# Вільценберг-Гусвайлер
Вільценберг-Гусвайлер (нім. Wilzenberg-Hußweiler) — громада в Німеччині, розташована в землі Рейнланд-Пфальц. Входить до складу району Біркенфельд. Складова частина об'єднання громад Біркенфельд.
Площа — 6,46 км2. Населення становить 280 ос. (станом на 31 грудня 2020).